# Cancro del cipresso

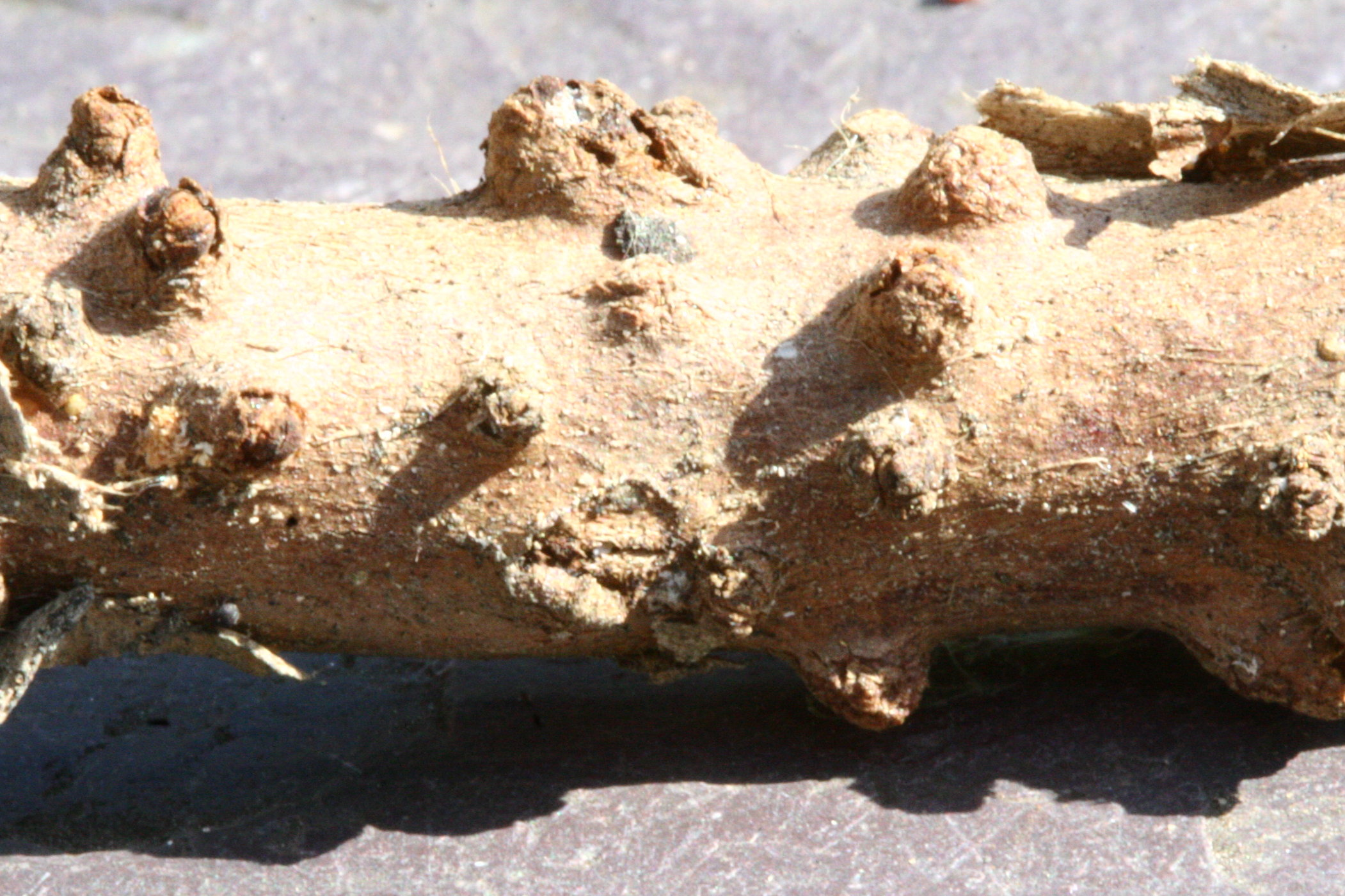
Acervolo di Seiridium (probabilmente Seiridium cardinale) su un tronco di Thuja plicata

Il cancro del cipresso (acronimo EPPO: SEIRCA) è una malattia infettiva vegetale, provocata soprattutto dal fungo deuteromicete Seiridium cardinale, che colpisce diverse specie della famiglia delle Cupressaceae (prevalentemente Cupressus macrocarpa, Cupressus sempervirens, Cupressus arizonica, Hesperocyparis lusitanica, Platycladus orientalis, Juniperus communis e × Cupressocyparis leylandii).

## Storia e diffusione
La malattia è stata segnalata per la prima volta nel 1928 in California e ha provocato nell'arco di pochi anni la morte di numerosi cipressi di Monterey (Cupressus macrocarpa); secondo una ricerca condotta nel 2011 e pubblicata sulla rivista scientifica Phytopathology il fungo Seiridium cardinale si sarebbe diffusa proprio dalla California in altre regioni, raggiungendo la Nuova Zelanda (1933) e l'Europa, dove è stata individuata per la prima volta in Francia nel 1944, oltre che Australia, Canada, America meridionale, Africa e Medio Oriente.
In Italia una prima segnalazione è stata registrata nel 1951 presso il parco delle Cascine a Firenze, sebbene negli anni successivi la malattia si sia diffusa rapidamente in Toscana, Umbria, Romagna, Lombardia, Veneto e poi nel resto del paese. Nel 2001 l'Istituto per la patologia degli alberi forestali del Consiglio Nazionale delle Ricerche (CNR) ha portato avanti un intervento di clonazione di alcuni esemplari di cipressi a Bolgheri, con l'obiettivo di produrre esemplari resistenti al cancro. L'Istituto per la protezione sostenibile delle piante (IPSP) del CNR ha istituito un apposito servizio di consulenza per il trattamento e controllo della malattia.

## Epidemiologia e patogenesi
La malattia è causata dai funghi deuteromiceti melanconiali del genere Seiridium, prevalentemente Seiridium cardinale ma anche Seiridium cupressi e Seiridium unicorne, che penetrano nei tessuti della pianta attraverso le lesioni causate da eventi naturali, in particolare danni da gelo, propri di ambienti non idonei alla coltivazione del cipresso, o anche dalle punture dell'apparato boccale pungente-succhiante inflitte dall'afide dei cipressi o cinarino (Cinara cupressi Buckton, 1881), o interventi di potatura. La diffusione avviene prevalentemente attraverso il commercio di piante infette, piuttosto diffuso vista l'importante funzione ornamentale dei cipressi.

## Sintomatologia
Il principale sintomo del cancro del cipresso è l'ingiallimento, arrossamento e successivo disseccamento dei rametti, che procede normalmente dall'alto verso il basso e dall'esterno verso l'interno; successivamente si possono manifestare imbrunimenti, depressioni e spaccature nella corteccia. Il legno sottostante appare di colore brunastro, in contrasto col colore chiaro della parte sana. Alla base dei rami colpiti, e talvolta anche sulle branche e sui fusti della pianta, si può notare la fuoriuscita di resina come risposta alla malattia, anche se in alcune specie la colatura è fisiologica.

## Terapia e contrasto
Il contrasto al cancro del cipresso si svolge in larga parte preventivamente, evitando la diffusione di piante infette, distruggendo tutte le parti della pianta colpite dalla malattia e disinfettando accuratamente gli strumenti adottati per la potatura, poiché non esistono altri trattamenti fitosanitari efficaci.
Nel 2005 il Servizio forestale del Dipartimento dell'Agricoltura degli Stati Uniti ha condotto una ricerca sul cancro del cipresso osservando che si tratta di una malattia sporadica e concentrata prevalentemente sulle coste; si è notato inoltre una relativa resistenza al fungo da parte del cipresso di Lawson (Chamaecyparis lawsoniana).